# Stara Huta (wieś w województwie kujawsko-pomorskim)
Stara Huta – wieś kociewska w Polsce położona w województwie kujawsko-pomorskim, w powiecie świeckim, w gminie Warlubie.
W latach 1975–1998 miejscowość położona była w województwie bydgoskim. Według Narodowego Spisu Powszechnego (III 2011 r.) liczyła 18 mieszkańców. Jest najmniejszą miejscowością gminy Warlubie.